# Рорбах (Баумхольдер)
Рорбах (нем. Rohrbach) — община в Германии, в земле Рейнланд-Пфальц.
Входит в состав района Биркенфельд. Подчиняется управлению Баумхольдер. Население составляет 198 человек (на 31 декабря 2010 года). Занимает площадь 2,46 км².